# 나라시노역
나라시노역(일본어: 習志野駅, ならしのえき)은 일본 지바현 후나바시시에 있는 신케이세이 전철 신케이세이 선의 역이다. 역 번호는 SL20이다.
나라시노 역이라고는 하지만 실제 소재지는 후나바시시에 있고 나라시노시에 있지 않다.
22시 - 7시는 무인 창구업무는 정지한다. 구내 여러 곳에 설치된 인터폰으로 신쓰다누마 역과 통화가 가능하다.

## 역 구조
상대식 승강장 2면 2선의 구조이고 두 플랫폼은 과선교로 연결되어 있다. 역사는 철골 구조.
원격 감시 카메라 및 관리 역과 통화할 수 있는 인터폰을 갖추고 있어 무인역으로 운용 가능한 구조이다. 22시-7시는 무인역으로 운용된다.

### 타는 곳
| 1 | 신케이세이 선 | 야쿠엔다이・신쓰다누마・게이세이쓰다누마・ 게이세이 선 방면 |
| 2 | 신케이세이 선 | 기타나라시노・신카마가야・야바시라・마쓰도 방면             |

## 역세권 정보
- 마루에쓰
- 사회복지회관
- 와타나베 스토어
- 지바 현립 야쿠엔다이 고등학교
- 야쿠엔다이 공원
- 후나바시 시립 향토자료관
- 육상자위대 나라시노 주둔지

## 역사
- 1948년 10월 8일: 영업 개시.
- 2004년: 엘리베이터 설치.
- 2010년 4월 1일: 22시~7시를 무인 운영, 이 시간대는 창구 휴지.

## 역명의 유래
역명은 나라시노하라(육군 나라시노 연병장)에서 왔다. 그 유래에 대해서는 메이지 천황 열람의 훈련 시에 있는 병사를 칭찬하고 "견습합니다."라고 말한 설, 훈련을 전체 지휘한 시노하라 국간의 지휘 솜씨를 칭찬하고 "배운 시노하라"라고 말한 설, 평탄한 땅의 "고른 들판"이라는 설 등이 있다. 야쿠엔다이 공원 내에는 나라시노의 발상지 사적으로 메이지 천황을 주필하였고, 노처의 전망대가 되었다. 그 외에도 첫째 공수단 내의 메이지 천황과 관련 있는 공수관이라는 낡은 양옥이 남아 있다.

## 인접역
| 신케이세이 전철 신케이세이 선  | 신케이세이 전철 신케이세이 선 | 신케이세이 전철 신케이세이 선          |
| ------------------------------ | ----------------------------- | -------------------------------------- |
| SL 19 기타나라시노 마쓰도 방면 |                               | 야쿠엔다이 SL 21 게이세이쓰다누마 방면 |